# Sandra Nitschke
Sandra Nitschke es una deportista alemana que compitió en taekwondo. Ganó dos medallas en el Campeonato Europeo de Taekwondo en los años 2002 y 2004.

## Palmarés internacional
| Campeonato Europeo | Campeonato Europeo    | Campeonato Europeo | Campeonato Europeo |
| Año                | Lugar                 | Medalla            | Categoría          |
| ------------------ | --------------------- | ------------------ | ------------------ |
| 2002               | Samsun (Turquía)      | Medalla de bronce  | –55 kg             |
| 2004               | Lillehammer (Noruega) | Medalla de plata   | –55 kg             |